# جرارد لوپز
جرارد لوپز (انگلیسی: Gerard López؛ زادهٔ ۱۲ مارس ۱۹۷۹) یک بازیکن فوتبال و سرمربی اهل اسپانیا است.
از باشگاه‌هایی که در آن بازی کرده‌است می‌توان به دپورتیوو آلاوز، والنسیا، بارسلونا، رکریتیوو اوئلوا، موناکو، باشگاه فوتبال بارسلونا بی، ژیرونا، تیم ملی فوتبال کاتالونیا و تیم ملی فوتبال اسپانیا اشاره کرد.